# Межидов, Саламу Султанович
Сала́му Султа́нович Межи́дов (род. 10 февраля 1981, Аргун, Чечено-Ингушская АССР) — российский чеченский дзюдоист, 2-кратный чемпион России, чемпион Европы, призёр чемпионатов России, Европы, мира, многих международных турниров, мастер спорта России. В 2007 году стал лидером мирового рейтинга в весовой категории до 73 кг.

## Биография
Начал заниматься борьбой в 15 лет. Его тренерами были Ибрагим Аюбов и Хасмагомед Дикиев. До 2005 года боролся в весовой категории до 81 кг. Затем перешёл в более лёгкую категорию — до 73 кг.
В 2007 году стал чемпионом Европы, одержав во всех встречах чистую победу. На Олимпиаде 2008 года в Пекине не смог пробиться в финальную часть турнира дзюдоистов.
Выступления на чемпионатах России
- 2-кратный чемпион России: 2003 (Пермь); 2005 (Тверь);
- Серебряный призёр чемпионата России 2004 года (Челябинск);
- Бронзовый призёр чемпионата России 2002 года (Красноярск).

Выступления на международных соревнованиях
- Серебряный призёр командного чемпионата мира 2006 года (Париж);
- Чемпион командного первенства Европы, 2006 года (Белград);
- Серебряный призёр клубного Еврокубка 2006 года (Будапешт);
- Бронзовый призёр чемпионата Европы, 2006 года (Тампере);
- Чемпион Европы 2007 года в Белграде;

| год  | город     | место |
| ---- | --------- | ----- |
| 2005 | Москва    | 1     |
| 2006 | Москва    | 1     |
| 2006 | Париж     | 2     |
| 2003 | Париж     | 3     |
| 2004 | Москва    | 3     |
| 2010 | Майами    | 2     |
| 2008 | Москва    | 5     |
| 2004 | Гамбург   | 7     |
| 2007 | Роттердам | 7     |

| год  | город    | место |
| ---- | -------- | ----- |
| 2007 | Варшава  | 1     |
| 2006 | Прага    | 5     |
| 2003 | Рим      | 7     |
| 2004 | Будапешт | 7     |
| 2005 | Бухарест | 7     |

## Награды
- Заслуженный работник физической культуры Чеченской Республики (4 августа 2023) — за безупречную добросовестную работу, высокий профессионализм, проявленный при исполнении служебных обязанностей